# 福井県道121号芦原湯町停車場線
福井県道121号芦原湯町停車場線（ふくいけんどう121ごう あわらゆのまちていしゃじょうせん）は福井県あわら市内の県道および駅と集落を結ぶ一般県道である。

## 概要
あわら湯のまち駅（旧駅名・芦原湯町駅）から福井県道・石川県道5号福井加賀線と接続している県道である。元は駅前ロータリーとそこから北へ伸び次の角となる突き当たりで直交していた福井県道9号芦原丸岡線とを結ぶ路線であったが、福井県道9号のあわら市内（温泉三丁目起点 - 金津市街地間）の大幅な経路変更に伴い、突き当たりから西方向へ福井県道9号起点までの旧主要地方道区間約300 mを当路線へ組み入れ延伸となった。

### 路線データ
- 起点：あわら市温泉一丁目（芦原湯町停車場）
- 終点：同市温泉三丁目
- 実延長:383 m

## 路線状況
- 駅前付近はロータリーとなっている。

## 地理

### 通過する自治体
- 福井県あわら市

### 接続道路
- 福井県道・石川県道5号福井加賀線（南方向は福井県道9号芦原丸岡線重複）（あわら市温泉三丁目、終点）

### 沿線
- えちぜん鉄道三国芦原線 あわら湯のまち駅
- あわら温泉